# L'Homme programmé
L'Homme programmé (titre original : The Second Trip) est un roman de science-fiction écrit par Robert Silverberg et publié en 1972.

## Résumé
Paul Macy vient de sortir du Centre de Réhabilitation. Bien qu'il soit encore un peu perturbé sa vie va pouvoir reprendre son cours normal. Un nouvel appartement, un nouveau travail l'attendent, et il ne lui faudra pas longtemps avant de se faire de nouveaux amis. Paul a été placé dans l'ancien corps de Nat Hamlin, un sculpteur de génie, mais aussi un horrible violeur en série. La personnalité et les souvenirs d'Hamlin ont été définitivement remplacés par l'histoire créée de toutes pièces de la vie de Macy. La menace du criminel est maintenant effacée pour de bon.

Mais alors, à qui est cette voix que Paul entend à l'intérieur de sa tête?